# Polypedilum iriofegeum
Polypedilum iriofegeum är en tvåvingeart som beskrevs av Sasa och Suzuki 2000. Polypedilum iriofegeum ingår i släktet Polypedilum och familjen fjädermyggor. Inga underarter finns listade i Catalogue of Life.